# پنیرک پف‌نبات
پنیرک پف‌نبات (نام علمی: Althaea officinalis) نام یک گونه از تیره پنیرکیان است. از ریشه این گیاه شیرینی به نام پف‌نبات تهیه می‌شود که اصالتش به مصر باستان بازمی‌گردد.